# Купець: Кекджу 2015
Купець: Кекджу 2015 (кор. 장사의 신 - 객주 2015) — південнокорейський історичний серіал що транслювався щосереди та щочетверга з 23 вересня 2015 по 18 лютого 2016 року на телеканалі KBS2.

## Сюжет
В часи пізнього Чосона, голова однієї зі спілок купців Чхон О Су разом зі своїми людьми, вирушає в подорож до Китаю щоб вигідно продати свої товари. В цю ж подорож він взяв обох своїх дітей, майже дорослу Со Рє та меншого сина Бон Сама, щоб вони могли на прикладі батька навчитися вести справи. Але подорож з самого початку пішла не за планом, бо успіх якого добився О Су муляв очі багатьом чиновникам, тож вони вирішили зробити все можливе щоб вона стала останньою в житті успішного купця. За допомогою різних махінацій та підкупу їм спочатку вдається позбутися компаньйона та давнього друга О Су Гіль Сан Муна, а потім підкинувши О Су опій звинуватити його в торгівлі наркотиками та стратити. Після страти батька, Со Рє разом з братом вирушила додому, але в дорозі Бон Сам сильно занедужав і не зміг йти далі. Со Рє, пам'ятаючи наказ батька врятувати бізнес, змушена була покинути хворого брата в одному зі святилищ та поспішати додому. Прийшовши за декілька днів в рідне місто Со Рє побачила, що всім їх майном вже заволоділи впливові люди, і вдіяти з цим вона нічого не може, бо хто буде слухати якусь дівчину хай навіть вона й донька поважного та шановного купця. Повернувшись до святилища в якому залишила брата, вона не знайшла там Бон Сама і навіть не змогла дізнатися що з ним стало. Залишившись без всього, вона вирішила стати наложницею в одного з кривдників батька чекаючи нагоди помститися. Але Бон Сам не загинув, його врятували купці що проходили біля святилища. Минає десять років, Бон Сам приєднався до спілки купців, в якій завдяки своєму природному вмінню торгувати швидко добився успіху. Але часи зовсім не змінилися, навколо все ті ж люди яким муляють очі успіхи інших.

## Акторський склад

### Головні ролі
- Чан Хьок — у ролі Чхон Бон Сама[1]. Син голови однієї зі спілок купців. Рано втративши всіх рідних, йому з дитинства доводилося сподіватися лише на власні сили. Але вийти переможцем з майже безнадійних ситуацій йому допомагало добре ім'я його батька, якого пам'ятали та високо шанували в середовищі купців.
- Ю О Сон — у ролі Гіль Со Ге. В дитинстві був другом Бон Сама та Со Рє, оскільки його батько був компаньйоном Чхона О Су. Але після того як його батько загинув в Китаї, звинувачував у всьому батька Бон Сама та поклявся помститися, що незабаром і здійснив. Йому вдалося підкинути О Су опій, за контрабанду якого останнього стратили. Але цього йому стало замало, пам'ятаючи наказ батька стати впливовим купцем, він вирішив докласти всіх зусиль щоб стати головним шефом Югучону — головної спілки купців Чосону. В досягненні цієї мети його не могло зупинити ніщо, навіть вбивства.
- Кім Мін Чон — у ролі Хьо Чжу / Геддона / леді Меволь[2]. Донька дворянина в якої проявилася «шаманська хвороба». Оскільки в Чосоні це вважалося прокляттям, батько намагався вбити Хьо Чжу живцем закопавши в землю, але її врятувала мати. Оскільки Хьо Чжу втратила підтримку роду їй довелося заробляти на життя самій, але будучи дівчиною в тодішнім суспільстві зробити цього було неможливо, тож їй довелося вдавати з себе хлопця щоб стати мандрівним торговцем. Одного разу на своєму шляху вона зустріла Со Ге, з яким вони деякий час мандрували та торгували разом. Через декілька років на їх шляху зустрівся Бон Сам, але ця зустріч не принесла користі нікому.
- Хан Че А — у ролі Чо Со Рін. Донька багатія, яку батько вирішив вигідно видати заміж за надзвичайно впливового головного шефа Югучона, але майбутній чоловік Со Рін був років на 40 старший за неї. Випадково зустрівши Бон Сама, вона покохала його всім серцем, але їй усе ж довелося стати дружиною дідугана.

### Другорядні ролі
- Кім Кю Чхоль[en] — у ролі Кім Бо Хьона. Дворянин який понад усе цінував гроші.
- Лі Док Хва[en] — у ролі Шин Сок Чжу. Головний шеф Югучона. Все своє життя він присвятив зароблянню грошей, завдяки наполегливості  йому вдалося стати найбагатішим та найвпливовішим купцем Чосону. Але у свої 60 років він так і не одружився та не мав нащадків. Випадково побачивши портрет Со Рін, на диво навіть для себе, він закохався та загорівся ідеєю що молода дружина народить йому сина.
- Мун Га Йон — у ролі Воль. Віддана служниця Со Рін.
- Кім Іль У[en] — у ролі Мен Гу Бома. Перший помічник головного шефа Югучона.
- Ім Хьон Чжун[en] — у ролі О Дик Ге[3]. Відданий помічник Со Ре який допомагав їй помститися за смерть батька.
- Пак Ин Хє — у ролі Чхон Со Рє. Старша сестра Бон Сама, яка після страти батька залишила брата та вирішила присвятити життя помсті кривдникам батька.
- Кім Хак Чхоль[ko] — у ролі Кім Хак Чжуна. Зведений брат Бо Хьона, один з головних кривдників батька Бон Сама.
- Чон Тхе У[en] — у ролі Сон Доля. Друг та соратник Бон Сама.
- Лі Доль Хьон[ko] — у ролі Чхве Доля. Познайомившись з Бон Самом ще коли той був дитиною, став йому замість старшого брата.
- Рю Дам[en] — у ролі Ком Бе. Раніше був в команді Ман Чхі, та навіть збирався вбити Бон Сама, але згодом став одним з найвідданіших його прихильників.
- Ян Чон А[en] — у ролі Бан Гим. Колега та дружина Чо Сон Чжуна, але пожалівши закоханого в неї Ман Чхі пішла за ним, чим розпалила смертельну ворожнечу між давніми друзями.
- Кім Мьон Су[ko] — у ролі Чо Сон Чжуна. Голова однієї зі спілок купців, давній друг Ман Чхі. Коли дізнався що його дружина Бан Гим втекла разом з Ман Чхі, вирішив помститися. Коли йому вдалося наздогнати втікачів, відтяв Ман Чхі пеніса щоб той не міг насолодитись коханням.
- Пак Сан Мьон[en] — у ролі Сон Ман Чхі. Змолоду разом з Сон Чжуном та Бан Гим будували власний бізнес, але після того як Сон Чжун відтяв йому прутень, поклявся помститись та перерізати кривднику горлянку.

### Інші
- Кім Син Су[en] — у ролі Чон О Су. Батько Бон Сама та Со Рє, голова однієї зі спілки купців. Внаслідок змови його звинуватили в торгівлі опіумом та стратили.
- Лі Вон Чон[en] — у ролі Гіль Сан Муна. Батько Со Ге, та компанйон О Су.
- Пак Гон Тхе[en] — у ролі юного Гіль Со Ге.
- Со Чі Хї[en] — у ролі юної Чон Со Рє.
- Ан Че Мо[en] — у ролі Мін Йон Іка. Родич королеви, впливовий політик.

## Рейтинги
- Найнижчі рейтинги позначені синім кольором, а найвищі — червоним кольором.

| Серія            | Прем'єра          | Рейтинг        | Рейтинг      | Рейтинг        | Рейтинг     |
| Серія            | Прем'єра          | TNmS Ratings   | TNmS Ratings | AGB Nielsen    | AGB Nielsen |
| Серія            | Прем'єра          | По всій країні | Сеул         | По всій країні | Сеул        |
| ---------------- | ----------------- | -------------- | ------------ | -------------- | ----------- |
| 1                | 23 вересня 2015   | 5,2 %          | 5,6 %        | 6,9 %          | 7,3 %       |
| 2                | 24 вересня 2015   | 4,5 %          | 4,9 %        | 5,9 %          | 5,8 %       |
| 3                | 30 вересня 2015   | 4,1 %          | 4 %          | 6 %            | 5,8 %       |
| 4                | 1 жовтня 2015     | 4,3 %          | 4,4 %        | 6,7 %          | 6,7 %       |
| 5                | 7 жовтня 2015     | 6,9 %          | 7,2 %        | 7,8 %          | 8,2 %       |
| 6                | 8 жовтня 2015     | 7,4 %          | 7,7 %        | 9,5 %          | 10 %        |
| 7                | 14 жовтня 2015    | 8,7 %          | 9,1 %        | 11,1 %         | 11,5 %      |
| 8                | 15 жовтня 2015    | 8,4 %          | 9,2 %        | 10 %           | 9,8 %       |
| 9                | 21 жовтня 2015    | 8,1 %          | 9,1 %        | 9,9 %          | 10,5 %      |
| 10               | 22 жовтня 2015    | 8 %            | 8,5 %        | 10,9 %         | 11,2 %      |
| 11               | 28 жовтня 2015    | 8,2 %          | 8,5 %        | 10,1 %         | 9,9 %       |
| 12               | 4 листопада 2015  | 7,7 %          | 8,2 %        | 11,1 %         | 11,3 %      |
| 13               | 5 листопада 2015  | 7,8 %          | 8,3 %        | 10,2 %         | 10,2 %      |
| 14               | 11 листопада 2015 | 7,9 %          | 8,7 %        | 11,3 %         | 11,7 %      |
| 15               | 12 листопада 2015 | 9,5 %          | 10,2 %       | 12,1 %         | 11,6 %      |
| 16               | 18 листопада 2015 | 8,4 %          | 8,5 %        | 12 %           | 11,9 %      |
| 17               | 19 листопада 2015 | 8 %            | 8,9 %        | 11,7 %         | 11,6 %      |
| 18               | 25 листопада 2015 | 8,6 %          | 8,9 %        | 12,2 %         | 12,2 %      |
| 19               | 26 листопада 2015 | 9,2 %          | 9,6 %        | 13 %           | 12,8 %      |
| 20               | 2 грудня 2015     | 8,1 %          | 8,7 %        | 12,4 %         | 12,6 %      |
| 21               | 3 грудня 2015     | 9,7 %          | 10,6 %       | 12,2 %         | 12,3 %      |
| 22               | 9 грудня 2015     | 8,4 %          | 9,2 %        | 11,6 %         | 11,8 %      |
| 23               | 10 грудня 2015    | 8,5 %          | 9,4 %        | 11,4 %         | 11,6 %      |
| 24               | 16 грудня 2015    | 8,4 %          | 8,7 %        | 10,6 %         | 10,1 %      |
| 25               | 17 грудня 2015    | 7,4 %          | 7,6 %        | 11,6 %         | 10,9 %      |
| 26               | 23 грудня 2015    | 7,7 %          | 8,2 %        | 11,7 %         | 11 %        |
| 27               | 24 грудня 2015    | 7,6 %          | 8 %          | 11 %           | 11,1 %      |
| 28               | 6 січня 2016      | 7,7 %          | 8,5 %        | 9,8 %          | 9,7 %       |
| 29               | 7 січня 2016      | 8,8 %          | 9,6 %        | 11,4 %         | 11,6 %      |
| 30               | 13 січня 2016     | 8 %            | 8,5 %        | 10,7 %         | 10,4 %      |
| 31               | 14 січня 2016     | 9,2 %          | 9,5 %        | 11,4 %         | 11,5 %      |
| 32               | 20 січня 2016     | 8,4 %          | 8,1 %        | 10,8 %         | 10,2 %      |
| 33               | 21 січня 2016     | 9,8 %          | 9,3 %        | 11,5 %         | 11 %        |
| 34               | 27 січня 2016     | 9,1 %          | 9,1 %        | 10,2 %         | 9,9 %       |
| 35               | 28 січня 2016     | 9,9 %          | 9,6 %        | 11,8 %         | 11 %        |
| 36               | 3 лютого 2016     | 9,1 %          | 9 %          | 11,2 %         | 11,1 %      |
| 37               | 4 лютого 2016     | 9,9 %          | 10,1 %       | 11,4 %         | 10,6 %      |
| 38               | 10 лютого 2016    | 8,7 %          | 8,9 %        | 10,4 %         | 9,7 %       |
| 39               | 11 лютого 2016    | 8,4 %          | 8,5 %        | 11,1 %         | 10,4 %      |
| 40               | 17 лютого 2016    | 8,5 %          | 8,5 %        | 10,4 %         | 9,7 %       |
| 41               | 18 лютого 2016    | 8,8 %          | 9,4 %        | 11,2 %         | 10,9 %      |
| Середній рейтинг | Середній рейтинг  | 8,1%           | 8,5%         | 10,6%          | 10,5%       |

## Нагороди
| Рік  | Нагорода                  | Категорія                                               | Отримувач            | Результат | Примітки |
| ---- | ------------------------- | ------------------------------------------------------- | -------------------- | --------- | -------- |
| 2015 | 4-та Премія «Зірок МААТР» | Нагорода за майстерність (акторка серіалу)              | Кім Мін Чон          | Перемога  | [ 5 ]    |
| 2015 | 29-та Премія KBS драма    | Нагорода за майстерність (актор середньотривалої драми) | Чан Хьок             | Перемога  | [ 6 ]    |
| 2015 | 29-та Премія KBS драма    | Нагорода за майстерність (актор середньотривалої драми) | Кім Мін Чон          | Перемога  | [ 6 ]    |
| 2015 | 29-та Премія KBS драма    | Краща пара                                              | Чан Хьок та Хан Че А | Перемога  | [ 6 ]    |